# Ford (Wisconsin)
Pour les articles homonymes, voir Ford (homonymie).
Ford est une ville (town) située dans le Comté de Taylor, état du Wisconsin.
Sa population était de 276 habitants en 2000.